# Гірничозбагачувальний комбінат в Абу-Зеніма
Гірничозбагачувальний комбінат в Абу-Зеніма – єгипетське підприємство гірничодобувної та металургійної гавані.
Ще в 1898 році в Ум-Богна (неподалік від західного узбережжя Синайського півострова) виявили поклади марганцевої руди. В якийсь момент їх видобутком зайнялась British Sinai Mining Company, яку в 1957-му в межах політики націоналізації замінили на єгипетську державну Sinai Manganese Co. (SMC). В 1967-му унаслідок війни з Ізраїлем видобуток довелось припинити, проте по завершенні ворожості підприємство відновило свою роботу.
Всього в районі Ум-Богна виявлено не менше 8 родовищ марганцю, найкращі з яких перебувають у розробці. Комбінат розрахований на видобуток 120 тисяч тон руди на рік із середнім вмістом MnO2 на рівні 38%, при цьому в 2013-му фактично видобули 36 тисяч тон. 
З 1993-го в Абу-Зеніма працює завод феромарганцю потужністю 36 тисяч тон на рік (вміст марганцю 76%). Як сировину він використовує продукцію з копалень Ум-Богна та імпортований із Норвегії високоякісний марганцевий концентрат. 
З 1990 року у складі комбінату працює власна газотурбінна електростанція потужністю 21 МВт, при цьому ще з 1985-го сюди надходить блакитне паливо по газопроводу Абу-Рудайс – Абу-Зеніма.
Окрім марганцевої руди компанія SMC з 1990-го займається видобутком кальцинованого гіпсу. Річна проектна потужність за цим напрямком становить 250 тисяч тон.
Роботу комбінату обслуговує власний порт, який може приймати судна з осадкою до 10 метрів та дедвейтом до 40 тисяч тон.